# Río Misicuni
Río Misicuni är ett vattendrag i Bolivia.   Det ligger i departementet Cochabamba, i den centrala delen av landet, 230 km nordväst om huvudstaden Sucre.
Omgivningen kring  Río Misicuni består i huvudsak av gräsmarker. Området är  tätbefolkat, med 735 invånare per kvadratkilometer.